# Csornok
Csornok (szlovákul Černík) község  Szlovákiában, a Nyitrai kerületben, az Érsekújvári járásban.

## Fekvése
Nyitrától 20 km-re délkeletre, a Nyitra bal partján fekszik.

## Története
1156-ban Cernic néven említik először. Neve a szláv crn (= fekete) szóból ered. 1221-ben Churnuk, 1428-ban Chornok utraque, 1439-ben Felsewchornok, 1444-ben Alsochornok alakban említik. 1411-ben a Forgách család birtokán hatalmaskodást követtek el. Szőlőhegyét 1514-ben említik.
1876-ban a Nyitra völgyi településeket is árvíz sújtotta, e falu is károkat szenvedett.
Vályi András szerint "CSORNOK. vagy Csornak. Tót falu Nyitra Vármegyében, földes Ura Hertzeg Grasalkovich Uraság, lakosai 442 katolikusok, fekszik Komját mellett, ’s ennek filiája, Nyitratól két, és 3/4. mértföldnyire, Czitin vize mellett, helyben fája tűzre elég, szőleje termékeny, borait helyben is könnyen eladhattyák, legelője elegendő, malma alkalmatos Komjátiban, földgye, és réttye első Osztálybéli, egyéb javai is nevezetesek lévén, első Osztálybéli."
Fényes Elek szerint "Csornok tót falu, Nyitra vgyében, Komjátihoz 1/2 órányira: 641 k., 30 evang., 4 zsidó lak. termékeny róna határral, sok rétekkel. A komjáti uradalomhoz tartozik, mellyet ez időben Motesiczky Pál bir."
A trianoni békeszerződésig Nyitra vármegye Érsekújvári járásához tartozott.
Az első bécsi döntést követően visszakerült Magyarországhoz, mely szlovák nemzetiségi szempontból hátrányosan érintette a falut. A magyar paralel osztályba többségében szlovák anyanyelvű gyermekek jártak.

## Népessége
| Év:            | 1994. | 2004.   | 2014.   | 2024.   |
| -------------- | ----- | ------- | ------- | ------- |
| Emberek száma: | 1013  | 992     | 1016    | 1058    |
| Eltérés:       |       | -2,07 % | +2,41 % | +4,13 % |

| Év:            | 2023. | 2024.   |
| -------------- | ----- | ------- |
| Emberek száma: | 1037  | 1058    |
| Eltérés:       |       | +2,02 % |

1880-ban 853 lakosából 776 szlovák, 21 magyar, 8 német anyanyelvű és 48 csecsemő, ebből 785 római katolikus, 40 zsidó és 28 evangélikus vallású volt.
1890-ben 807 lakosából 24 magyar és 746 szlovák anyanyelvű volt.
1900-ban 858 lakosából 26 magyar és 819 szlovák anyanyelvű volt.
1910-ben 997 lakosából 36 magyar és 944 szlovák anyanyelvű volt.
1919-ben 935 lakosából 922 csehszlovák, 9 magyar, 3 német és 1 egyéb nemzetiségű, ebből 912 római katolikus, 15 zsidó és 8 evangélikus vallású volt.
1921-ben 1058 lakosából 9 magyar és 1047 csehszlovák volt.
1930-ban 1164 lakosából 1 magyar és 1151 csehszlovák volt.
1941-ben 1283 lakosából 78 magyar és 1204 szlovák volt.
1970-ben 1402 lakosából 3 magyar és 1397 szlovák volt.
1980-ban 1271 lakosából 6 magyar és 1262 szlovák volt.
1991-ben 1060 lakosából 4 magyar és 1054 szlovák volt. 
2001-ben 1003 lakosából 991 szlovák és 3 magyar volt.
2011-ben 1013 lakosából 920 szlovák és 4 magyar volt.
2021-ben 1048 lakosából 975 szlovák, 5 (+3) magyar, (+1) cigány, (+1) ruszin, 11 (+2) egyéb és 57 ismeretlen nemzetiségű volt.

## Nevezetességek
- A Szentléleknek szentelt neobarokk temploma 1864-ben épült.

## Képek

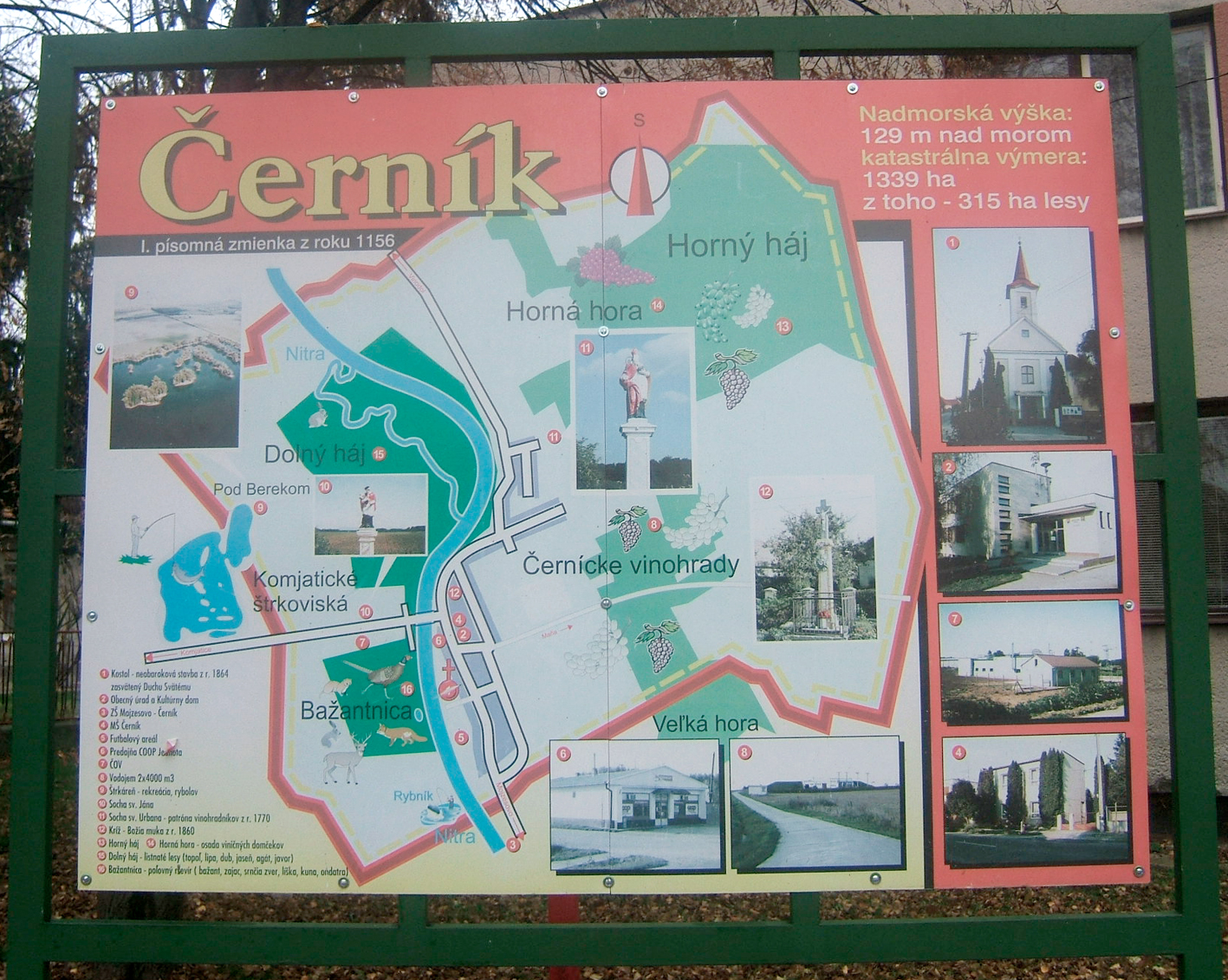
Térkép (szlovákul)
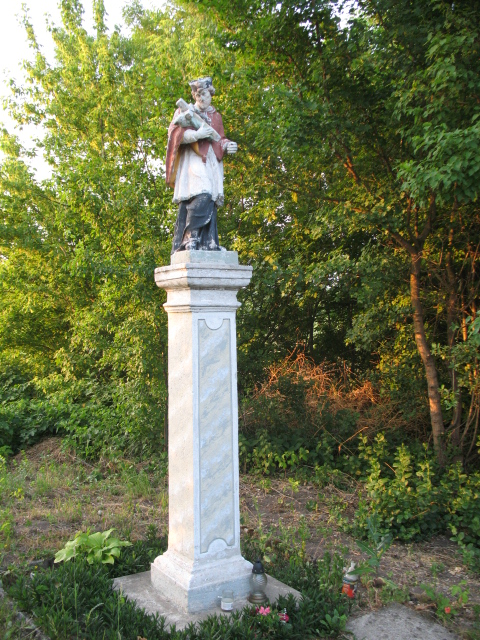
Nepomuki Szent János szobra a Komját felé vezető úton
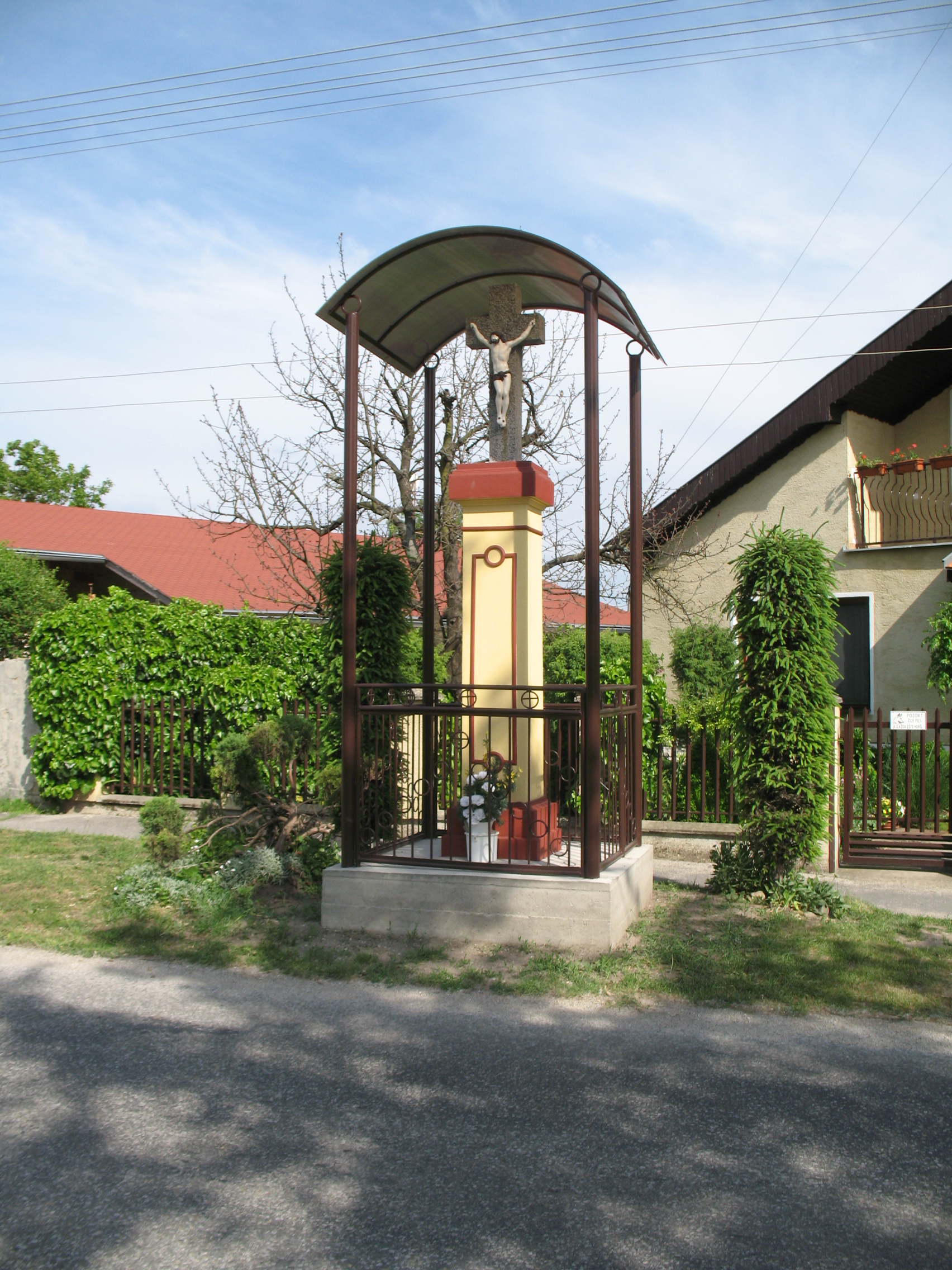
Szakrális kisemlék a főúton
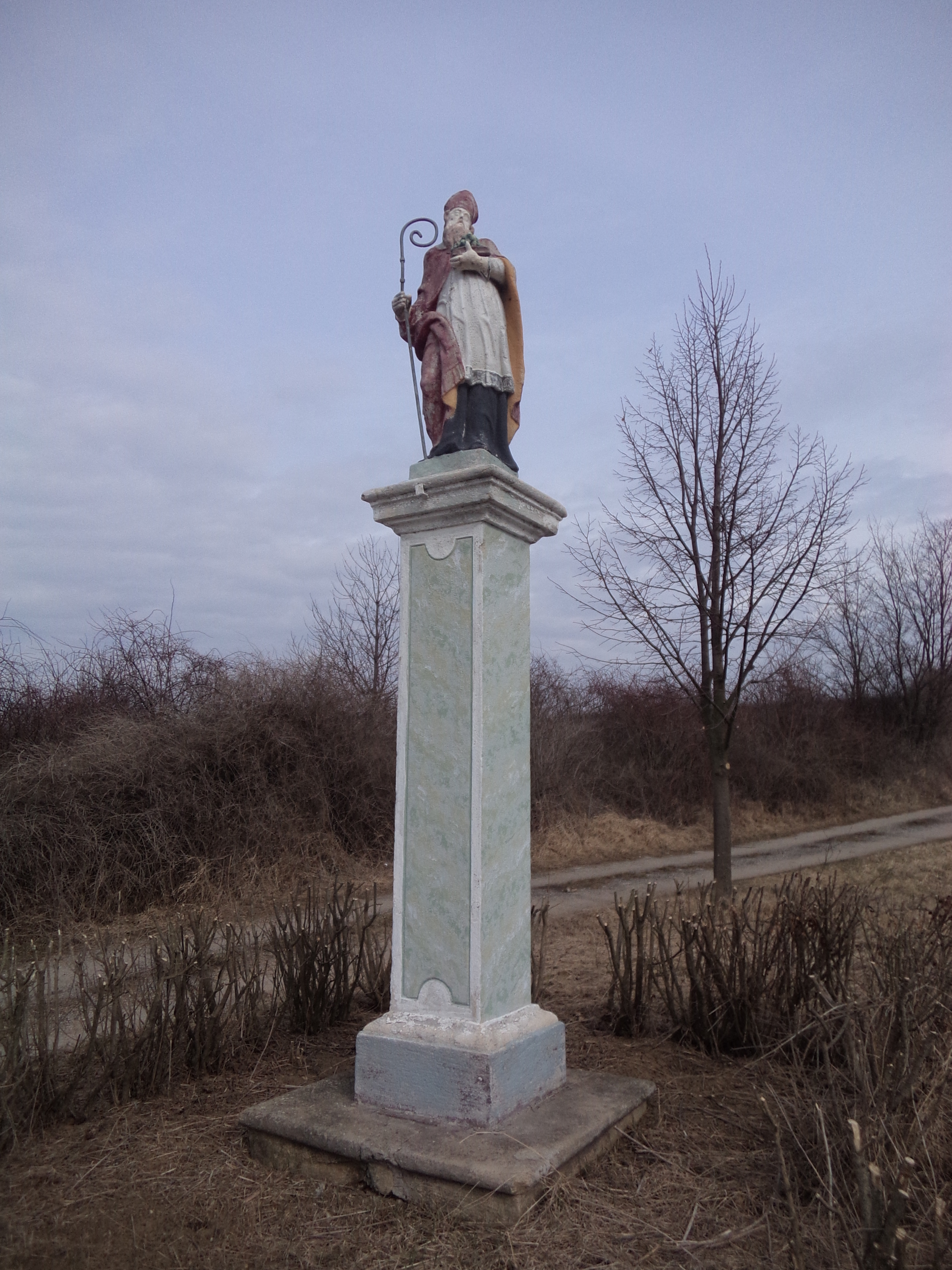